# A Texas királyai epizódjainak listája
Ez a cikk a Texas királyai című rajzfilmsorozat epizódjait listázza.

## Évados áttekintés
| Évad | Évad | Epizódok | Eredeti sugárzás     | Eredeti sugárzás   | Eredeti adó |
| Évad | Évad | Epizódok | Évadpremier          | Évadfinálé         | Eredeti adó |
| ---- | ---- | -------- | -------------------- | ------------------ | ----------- |
|      | 1    | 12       | 1997. január 12.     | 1997. május 11.    |             |
|      | 2    | 23       | 1997. szeptember 21. | 1998. május 17.    |             |
|      | 3    | 25       | 1998. szeptember 15. | 1999. május 18.    |             |
|      | 4    | 24       | 1999. szeptember 26. | 2000. május 21.    |             |
|      | 5    | 20       | 2000. október 1.     | 2001. május 13.    |             |
|      | 6    | 22       | 2001. november 11.   | 2002. május 12.    |             |
|      | 7    | 23       | 2002. november 3.    | 2003. május 18.    |             |
|      | 8    | 22       | 2003. november 2.    | 2004. május 23.    |             |
|      | 9    | 15       | 2004. november 7.    | 2005. május 15.    |             |
|      | 10   | 15       | 2005. szeptember 18. | 2006. május 14.    |             |
|      | 11   | 12       | 2007. január 28.     | 2007. május 20.    |             |
|      | 12   | 22       | 2007. szeptember 23. | 2008. május 18.    |             |
|      | 13   | 24       | 2008. szeptember 28. | 2010. május 6.     |             |
|      | 14   | 10       | 2025. augusztus 4.   | 2025. augusztus 4. |             |

## 1. évad (1997)
| Sor. | Év. | Cím                                                         | Rendező           | Író                                | Premier                           | Nézettség    |
| ---- | --- | ----------------------------------------------------------- | ----------------- | ---------------------------------- | --------------------------------- | ------------ |
| 1.   | 1.  | Nagy kihívás (Pilot)                                        | Wes Archer        | Mike Judge & Greg Daniels          | 1997. január 12. 2009. március 2. | 19,92 millió |
| 2.   | 2.  | Szögre akasztva (Square Peg)                                | Gary McCarver     | Joe Stillman                       | 1997. január 19.                  | 14,32 millió |
| 3.   | 3.  | Egyenes nyílvessző rendje (The Order of the Straight Arrow) | Klay Hall         | Cheryl Holliday                    | 1997. február 2.                  | 18,93 millió |
| 4.   | 4.  | Hank és Willie (Hank's Got the Willies)                     | Monte Young       | Johnny Hardwick                    | 1997. február 9.                  | 15,30 millió |
| 5.   | 5.  | Luanne története (Luanne's Saga)                            | Pat Shinagawa     | Paul Lieberstein                   | 1997. február 16.                 | 17,49 millió |
| 6.   | 6.  | Hank kimondatlan problémája (Hank's Unmentionable Problem)  | Adam Kuhlman      | Greg Daniels & Mike Judge          | 1997. február 23.                 | 15,05 millió |
| 7.   | 7.  | Westie Side Story (Westie Side Story)                       | Brian Sheesley    | Jonathan Aibel & Glenn Berger      | 1997. március 2.                  | 16,25 millió |
| 8.   | 8.  | Az apa lába nyoma (Shins of the Father)                     | Martin Archer Jr. | Alan R. Cohen & Alan Freedland     | 1997. március 23.                 | 15,89 millió |
| 9.   | 9.  | Peggy, a szókereső bajnok (Peggy the Boggle Champ)          | Chuck Sheetz      | Jonathan Aibel & Glenn Berger      | 1997. április 13.                 | 15,42 millió |
| 10.  | 10. | Tartjuk a lépést! (Keeping Up with Our Joneses)             | John Rice         | Jonathan Collier & Joe Stillman    | 1997. április 27.                 | 17,37 millió |
| 11.  | 11. | A hangyaboly királya (King of the Ant Hill)                 | Gary McCarver     | Johnny Hardwick & Paul Lieberstein | 1997. május 4.                    | 12,64 millió |
| 12.  | 12. | A fehér műanyag nő (Plastic White Female)                   | Jeff Myers        | David Zuckerman                    | 1997. május 11.                   | 13,25 millió |

## 2. évad (1997-1998)
| Sor. | Év. | Cím                                                                                | Rendező          | Író                                                               | Premier              | Nézettség    |
| ---- | --- | ---------------------------------------------------------------------------------- | ---------------- | ----------------------------------------------------------------- | -------------------- | ------------ |
| 13.  | 1.  | Hogyan süss el egy puskát (How to Fire a Rifle Without Really Trying)              | Adam Kuhlman     | Paul Lieberstein                                                  | 1997. szeptember 21. | 17,34 millió |
| 14.  | 2.  | Texas City tornádó (Texas City Twister)                                            | Jeff Myers       | Cheryl Holliday                                                   | 1997. szeptember 28. | 15,81 millió |
| 15.  | 3.  | A nyílhegy (Arrow Head)                                                            | Klay Hall        | Jonathan Aibel & Glenn Berger                                     | 1997. október 19.    | 13,58 millió |
| 16.  | 4.  | Hilloween (Hilloween)                                                              | John Rice        | David Zuckerman                                                   | 1997. október 26.    | 17,92 millió |
| 17.  | 5.  | Drogos horgász (Jumpin' Crack Bass (It's a Gas, Gas, Gas))                         | Gary McCarver    | Alan R. Cohen & Alan Freedland                                    | 1997. november 2.    | 19,64 millió |
| 18.  | 6.  | Dagi Bobby (Husky Bobby)                                                           | Martin Archer    | Jonathan Collier                                                  | 1997. november 9.    | 20,04 millió |
| 19.  | 7.  | A férfi, aki lelőtte Cane Skretteburgot (The Man Who Shot Cane Skretteburg)        | Monte Young      | Johnny Hardwick                                                   | 1997. november 16.   | 21,56 millió |
| 20.  | 8.  | Szökött fiú (The Son That Got Away)                                                | Tricia Garcia    | Jim Dauterive                                                     | 1997. november 23.   | 18,30 millió |
| 21.  | 9.  | A vállalati ember (The Company Man)                                                | Klay Hall        | Jim Dauterive                                                     | 1997. december 7.    | 18,17 millió |
| 22.  | 10. | Bobby dobása (Bobby Slam)                                                          | Chris Moeller    | Gina Fattore                                                      | 1997. december 14.   | 18,27 millió |
| 23.  | 11. | A hazugság elviselhetetlen vaksága (The Unbearable Blindness of Laying)            | Cyndi Tang       | Paul Lieberstein                                                  | 1997. december 21.   | 17,21 millió |
| 24.  | 12. | Jászolbébik (Meet the Manger Babies)                                               | Jeff Myers       | Jonathan Aibel & Glenn Berger                                     | 1998. január 11.     | 19,71 millió |
| 25.  | 13. | Hógaliba (Snow Job)                                                                | Adam Kuhlman     | Cheryl Holliday, Alan R. Cohen & Alan Freedland, és Jim Dauterive | 1998. február 1.     | 15,20 millió |
| 26.  | 14. | Emlékeim herpesze (I Remember Mono)                                                | Wes Archer       | Paul Lieberstein                                                  | 1998. február 8.     | 16,38 millió |
| 27.  | 15. | Három nap Kahn-nal (Three Days of the Kahndo)                                      | Lauren MacMullan | John Altschuler & Dave Krinsky                                    | 1998. február 15.    | 16,77 millió |
| 28.  | 16. | Forgalmi dugó (Traffic Jam)                                                        | Klay Hall        | Johnny Hardwick                                                   | 1998. február 22.    | 16,81 millió |
| 29.  | 17. | Hank szennyese (Hank's Dirty Laundry)                                              | Shaun Cashman    | Jonathan Aibel & Glenn Berger                                     | 1998. március 1.     | 18,60 millió |
| 30.  | 18. | A végső sértés (The Final Shinsult)                                                | Jack Dyer        | Alan R. Cohen & Alan Freedland                                    | 1998. március 15.    | 15,57 millió |
| 31.  | 19. | Leanne története (Leanne's Saga)                                                   | Tricia Garcia    | David Zuckerman                                                   | 1998. április 19.    | 14,49 millió |
| 32.  | 20. | Drogüzlet (Junkie Business)                                                        | Cyndi Tang       | Jim Dauterive                                                     | 1998. április 26.    | 15,97 millió |
| 33.  | 21. | Élet a gyors kiszolgálásnál: Bobby története (Life in the Fast Lane, Bobby's Saga) | Adam Kuhlman     | John Altschuler & Dave Krinsky                                    | 1998. május 3.       | 15,27 millió |
| 34.  | 22. | Peggy teknősdala (Peggy's Turtle Song)                                             | Jeff Myers       | Brent Forrester                                                   | 1998. május 10.      | 14,32 millió |
| 35.  | 23. | Propánrobbanás 1. rész (Propane Boom I)                                            | Gary McCarver    | Norm Hiscock                                                      | 1998. május 17.      | 16,03 millió |

## 3. évad (1998-1999)
| Sor. | Év. | Cím                                                                                       | Rendező             | Író                            | Premier              | Nézettség    |
| ---- | --- | ----------------------------------------------------------------------------------------- | ------------------- | ------------------------------ | -------------------- | ------------ |
| 36.  | 1.  | Propánrobbanás 2. rész (Propane Boom II: Death of a Propane Salesman)                     | Lauren MacMullan    | Alan R. Cohen & Alan Freedland | 1998. szeptember 15. | 10,92 millió |
| 37.  | 2.  | Bobby szerelmes (And They Call It Bobby Love)                                             | Cyndi Tang          | Norm Hiscock                   | 1998. szeptember 22. | 7,49 millió  |
| 38.  | 3.  | Peggy fejfájása (Peggy's Headache)                                                        | Chris Moeller       | Joe Stillman                   | 1998. október 6.     | 7,70 millió  |
| 39.  | 4.  | Vemhes négylábú (Pregnant Paws)                                                           | Chris Moeller       | Jonathan Aibel & Glenn Berger  | 1998. október 13.    | 7,75 millió  |
| 40.  | 5.  | A jövő generáció (Next of Shin)                                                           | Jeff Myers          | Alan R. Cohen & Alan Freedland | 1998. november 3.    | 8,24 millió  |
| 41.  | 6.  | Peggy versenylázban (Peggy's Pageant Fever)                                               | Tricia Garcia       | Norm Hiscock                   | 1998. november 10.   | 9,11 millió  |
| 42.  | 7.  | Kilenc átkozottul dühös férfi (Nine Pretty Darn Angry Men)                                | Shaun Cashman       | Jim Dauterive                  | 1998. november 17.   | 8,23 millió  |
| 43.  | 8.  | Good Hill Hunting (Good Hill Hunting)                                                     | Klay Hall           | Joe Stillman                   | 1998. december 1.    | 9,15 millió  |
| 44.  | 9.  | Majdnem szép ruhák (Pretty, Pretty Dresses)                                               | Dominic Polcino     | Paul Lieberstein               | 1998. december 15.   | 7,90 millió  |
| 45.  | 10. | Tűzoltásra fel! (A Firefighting We Will Go)                                               | Cyndi Tang-Loveland | Alan R. Cohen & Alan Freedland | 1999. január 12.     | 9,04 millió  |
| 46.  | 11. | Elfenekelés (To Spank, with Love)                                                         | Adam Kuhlman        | David Zuckerman                | 1999. január 19.     | 9,27 millió  |
| 47.  | 12. | Három edző és egy Bobby (Three Coaches and a Bobby)                                       | Chris Moeller       | Johnny Hardwick                | 1999. január 26.     | 8,47 millió  |
| 48.  | 13. | Kahn leépítése (De-Kahnstructing Henry)                                                   | Klay Hall           | Paul Lieberstein               | 1999. február 2.     | 9,65 millió  |
| 49.  | 14. | Bobby Hill esküvője (The Wedding of Bobby Hill)                                           | Jack Dyer           | Jonathan Collier               | 1999. február 9.     | 8,05 millió  |
| 50.  | 15. | Hank trükkje (Sleight of Hank)                                                            | Jeff Myers          | Jonathan Aibel & Glenn Berger  | 1999. február 16.    | 8,52 millió  |
| 51.  | 16. | Jon Vitti bemutatja: „Visszatérés La Gruntába” (Jon Vitti Presents: 'Return to La Grunta) | Gary McCarver       | Jon Vitti                      | 1999. február 23.    | 7,88 millió  |
| 52.  | 17. | Menekülés a buliszigetről (Escape from Party Island)                                      | Gary McCarver       | Jonathan Collier               | 1999. március 16.    | 7,71 millió  |
| 53.  | 18. | A szerelem fáj... és a művészet is (Love Hurts and So Does Art)                           | Adam Kuhlman        | John Altschuler & Dave Krinsky | 1999. március 23.    | 8,02 millió  |
| 54.  | 19. | Hank Cowboy-filmje (Hank's Cowboy Movie)                                                  | Shaun Cashman       | Jim Dauterive                  | 1999. április 6.     | 7,08 millió  |
| 55.  | 20. | Dale megőrül (Dog Dale Afternoon)                                                         | Tricia Garcia       | Jon Vitti                      | 1999. április 13.    | 8,81 millió  |
| 56.  | 21. | A tőkehal bosszúja (Revenge of the Lutefisk)                                              | Jack Dyer           | Jonathan Aibel & Glenn Berger  | 1999. április 20.    | 7,41 millió  |
| 57.  | 22. | Halál és Texas (Death and Texas)                                                          | Wes Archer          | John Altschuler & Dave Krinsky | 1999. április 27.    | 7,94 millió  |
| 58.  | 23. | A kábszeres szárnyai (Wings of the Dope)                                                  | Cyndi Tang-Loveland | Johnny Hardwick                | 1999. május 4.       | 6,76 millió  |
| 59.  | 24. | Vigyél ki a baseballmeccsre (Take Me Out of the Ball Game)                                | Chris Moeller       | Alan R. Cohen & Alan Freedland | 1999. május 11.      | 7,24 millió  |
| 60.  | 25. | Öreg, mint Hill-ék (As Old as the Hills...)                                               | Adam Kuhlman        | Norm Hiscock                   | 1999. május 18.      | 7,18 millió  |

## 4. évad (1999-2000)
| Sor. | Év. | Cím | Rendező                       | Író                            | Premier              | Nézettség    |
| ---- | --- | --- | ----------------------------- | ------------------------------ | -------------------- | ------------ |
| 61.  | 1.  | Peggy Hill hanyatlása és bukása (Peggy Hill: The Decline and Fall)                                                       | Klay Hall                     | Paul Lieberstein               | 1999. szeptember 26. | 9,74 millió  |
| 62.  | 2.  | Cotton sírhelye (Cotton's Plot)                                                                                          | Anthony Lioi                  | Jonathan Aibel & Glenn Berger  | 1999. október 3.     | 7,54 millió  |
| 63.  | 3.  | Megdöntik Bill rekordját (Bills Are Made to Be Broken)                                                                   | Jeff Myers                    | John Altschuler & Dave Krinsky | 1999. október 24.    | 6,68 millió  |
| 64.  | 4.  | A kicsiny bolt rémségei (Little Horrors of Shop)                                                                         | Adam Kuhlman                  | Kit Boss                       | 1999. október 31.    | 9,76 millió  |
| 65.  | 5.  | 8A ülés (Aisle 8A) | Allan Jacobsen                | Garland Testa                  | 1999. november 7.    | 8,53 millió  |
| 66.  | 6.  | A sör neve vágy (A Beer Can Named Desire)                                                                                | Chuck Austen és Chris Moeller | Jim Dauterive                  | 1999. november 14.   | 10,20 millió |
| 67.  | 7.  | Hank hálaadása (Happy Hank's Giving)                                                                                     | Martin Archer                 | Alan R. Cohen & Alan Freedland | 1999. november 21.   | 11,45 millió |
| 68.  | 8.  | Nem az én markolómban (Not in My Back-hoe)                                                                               | Shaun Cashman                 | Paul Lieberstein               | 1999. november 28.   | 9,60 millió  |
| 69.  | 9.  | Ne bántsátok a Katicát! (To Kill a Ladybird)                                                                             | Wes Archer                    | Norm Hiscock                   | 1999. december 12.   | 10,77 millió |
| 70.  | 10. | Hillennium (Hillennium)                                                                                                  | Tricia Garcia                 | Johnny Hardwick                | 1999. december 19.   | 8,07 millió  |
| 71.  | 11. | Régi dicsőség (Old Glory)                                                                                                | Gary McCarver                 | Norm Hiscock                   | 2000. január 9.      | 10,25 millió |
| 72.  | 12. | Rodeo napok (Rodeo Days)                                                                                                 | Cyndi Tang-Loveland           | Jon Vitti                      | 2000. január 16.     | 11,63 millió |
| 73.  | 13. | Hankre rányomulnak (Hanky Panky)                                                                                         | Jeff Myers                    | Jim Dauterive                  | 2000. február 6.     | 9,50 millió  |
| 74.  | 14. | Szorongás (High Anxiety)                                                                                                 | Adam Kuhlman                  | Alan R. Cohen & Alan Freedland | 2000. február 13.    | 10,88 millió |
| 75.  | 15. | Meztelen ambíció (Naked Ambition)                                                                                        | Anthony Lioi                  | Jonathan Aibel & Glenn Berger  | 2000. február 20.    | 10,24 millió |
| 76.  | 16. | Továbblépés (Movin' on Up)                                                                                               | Klay Hall                     | Garland Testa                  | 2000. február 27.    | 10,95 millió |
| 77.  | 17. | Bill, az értékesítő (Bill of Sales)                                                                                      | Dominic Polcino               | Paul Lieberstein               | 2000. március 12.    | 9,35 millió  |
| 78.  | 18. | Pimai ünnepségre, szomszéd? (Won't You Pimai Neighbor?)                                                                  | Kyounghee Lim & Boowhan Lim   | John Altschuler & Dave Krinsky | 2000. március 19.    | 9,37 millió  |
| 79.  | 19. | Hank rossz frizura-napja (Hank's Bad Hair Day)                                                                           | Gary McCarver                 | Jon Vitti                      | 2000. április 9.     | 8,16 millió  |
| 80.  | 20. | Propániákusok (Meet the Propaniacs)                                                                                      | Shaun Cashman                 | Kit Boss                       | 2000. április 16.    | 6,83 millió  |
| 81.  | 21. | Nancy fiúi (Nancy's Boys)                                                                                                | Tricia Garcia                 | Jonathan Aibel & Glenn Berger  | 2000. április 30.    | 7,81 millió  |
| 82.  | 22. | Öblíts erővel (Flush with Power)                                                                                         | Allan Jacobsen                | Alex Gregory & Peter Huyck     | 2000. május 7.       | 6,86 millió  |
| 83.  | 23. | A Transnational Amusements bemutatja: Peggy mágikus szexlába (Transnational Amusements Presents: Peggy's Magic Sex Feet) | Cyndi Tang-Loveland           | Jonathan Collier               | 2000. május 14.      | 7,93 millió  |
| 84.  | 24. | Peggy, a rajongó (Peggy's Fan Fair)                                                                                      | Jeff Myers                    | Alan R. Cohen & Alan Freedland | 2000. május 21.      | 7,22 millió  |

## 5. évad (2000-2001)
| Sor. | Év. | Cím | Rendező                     | Író                            | Premier            | Nézettség    |
| ---- | --- | --- | --------------------------- | ------------------------------ | ------------------ | ------------ |
| 85.  | 1.  | A szavazás veszélyei (The Perils of Polling) | Kyounghee Lim & Boohwan Lim | Jim Dauterive                  | 2000. október 1.   | 9,59 millió  |
| 86.  | 2.  | Álljon meg a menet (The Buck Stops Here) | Mike DiMartino              | Norm Hiscock                   | 2000. november 5.  | 11,53 millió |
| 87.  | 3.  | Nem akarok várni... (I Don't Want to Wait for Our Lives to Be Over, I Want to Know Right Now, Will It Be... Sorry. Do Do Doo Do Do, Do Do Doo Do Do, Do Do Doo Do Do, Doo...) | Adam Kuhlman                | Paul Lieberstein               | 2000. november 12. | 11,56 millió |
| 88.  | 4.  | Jutalomkerék (Spin the Choice) | Allan Jacobsen              | Paul Lieberstein               | 2000. november 19. | 10,22 millió |
| 89.  | 5.  | Peggy bekerül a nagy ligákba (Peggy Makes the Big Leagues) | Dominic Polcino             | Johnny Hardwick                | 2000. november 26. | 8,44 millió  |
| 90.  | 6.  | Cotton hazamenetele (When Cotton Comes Marching Home) | Tricia Garcia               | Alan R. Cohen & Alan Freedland | 2000. december 3.  | 9,53 millió  |
| 91.  | 7.  | Mitől szalad Bobby? (What Makes Bobby Run?) | Cyndi Tang-Loveland         | Alex Gregory & Peter Huyck     | 2000. december 10. | 11,87 millió |
| 92.  | 8.  | Karácsonyi őrület (Twas the Nut Before Christmas) | Jeff Myers                  | John Altschuler & Dave Krinsky | 2000. december 17. | 11,71 millió |
| 93.  | 9.  | Bobby nyomában (Chasing Bobby) | A. Lioi                     | Garland Testa                  | 2001. január 21.   | 10,33 millió |
| 94.  | 10. | Jenki Hank (Yankee Hankee) | Adam Kuhlman                | Kit Boss                       | 2001. február 4.   | 11,46 millió |
| 95.  | 11. | Hank és a nagy üveglift (Hank and the Great Glass Elevator) | Gary McCarver               | Jonathan Collier               | 2001. február 11.  | 9,68 millió  |
| 96.  | 12. | Most ki a bábu? (Now Who's the Dummy?) | Dominic Polcino             | Johnny Hardwick                | 2001. február 18.  | 10,07 millió |
| 97.  | 13. | Hijje! (Ho Yeah!) | Tricia Garcia               | Alex Gregory & Peter Huyck     | 2001. február 25.  | 11,55 millió |
| 98.  | 14. | A kártevőirtó (The Exterminator) | Shaun Cashman               | Dean Young                     | 2001. március 4.   | 10,39 millió |
| 99.  | 15. | Luanne, Szűz 2.0 (Luanne Virgin 2.0) | Adam Kuhlman                | Kit Boss                       | 2001. március 11.  | 9,29 millió  |
| 100. | 16. | Hank választása (Hank's Choice) | Kyounghee Lim & Boohwan Lim | Jon Vitti                      | 2001. április 1.   | 7,52 millió  |
| 101. | 17. | Zöldnek lenni nem egyszerű (It's Not Easy Being Green) | Jeff Myers                  | John Altschuler & Dave Krinsky | 2001. április 8.   | 7,66 millió  |
| 102. | 18. | Gondok Gribbles-el (The Trouble with Gribbles) | Shaun Cashman               | Jim Dauterive                  | 2001. április 22.  | 7,85 millió  |
| 103. | 19. | Hank hát-tér története (Hank's Back Story) | Cyndi Tang-Loveland         | Alan R. Cohen & Alan Freedland | 2001. május 6.     | 8,54 millió  |
| 104. | 20. | Vese fiú és hörcsög lány: Szerelmi történet (Kidney Boy and Hamster Girl: A Love Story)                                                                                       | Gary McCarver               | Garland Testa                  | 2001. május 13.    | 8,17 millió  |

## 6. évad (2001-2002)
| Sor. | Év. | Cím                                                                                 | Rendező                     | Író                            | Premier            | Nézettség    |
| ---- | --- | ----------------------------------------------------------------------------------- | --------------------------- | ------------------------------ | ------------------ | ------------ |
| 105. | 1.  | Bobby begolyózott (Bobby Goes Nuts)                                                 | Tricia Garcia               | Norm Hiscock                   | 2001. november 11. | 11,14 millió |
| 106. | 2.  | Külön-peches katona (Soldier of Misfortune)                                         | Anthony Lioi                | J.B. Cook                      | 2001. december 9.  | 8,19 millió  |
| 107. | 3.  | Lupe bosszúja (Lupe's Revenge)                                                      | Allan Jacobsen              | Dean Young                     | 2001. december 12. | 6,26 millió  |
| 108. | 4.  | Az atya, a fiú és a J.C. (The Father, the Son, and J.C.)                            | Tricia Garcia               | Etan Cohen                     | 2001. december 16. | 9,09 millió  |
| 109. | 5.  | A lefizetés atyja (Father of the Bribe)                                             | Cyndi Tang-Loveland         | Dean Young                     | 2002. január 6.    | 7,92 millió  |
| 110. | 6.  | Cupidóval vagyok (I'm with Cupid)                                                   | Allan Jacobsen              | John Altschuler & Dave Krinsky | 2002. február 10.  | 8,12 millió  |
| 111. | 7.  | A lángelme (Torch Song Hillogy)                                                     | Anthony Lioi                | Emily Spivey                   | 2002. február 17.  | 7,16 millió  |
| 112. | 8.  | Pont, mint egy nő (Joust Like a Woman)                                              | Dominic Polcino             | Garland Testa                  | 2002. február 24.  | 5,77 millió  |
| 113. | 9.  | A bluegrass mindig zöldebb (The Bluegrass Is Always Greener)                        | Tricia Garcia               | Norm Hiscock                   | 2002. február 24.  | 7,97 millió  |
| 114. | 10. | A helyettes spanyol rab (The Substitute Spanish Prisoner)                           | Kyounghee Lim & Boowhan Lim | Etan Cohen                     | 2002. március 3.   | 9,24 millió  |
| 115. | 11. | Szerencsétlen fiú (Unfortunate Son)                                                 | Anthony Lioi                | Alex Gregory & Peter Huyck     | 2002. március 10.  | 8,07 millió  |
| 116. | 12. | Hallasz, Istenem? Margaret Hill vagyok. (Are You There God? It's Me, Margaret Hill) | Gary McCarver               | Sivert Glarum & Michael Jamin  | 2002. március 17.  | 7,17 millió  |
| 117. | 13. | Telibe a tank (Tankin' It to the Streets)                                           | Monte Young                 | Alan R. Cohen & Alan Freedland | 2002. március 31.  | 6,61 millió  |
| 118. | 14. | Egerek és kicsi zöld emberek (Of Mice and Little Green Men)                         | Shaun Cashman               | Sivert Glarum & Michael Jamin  | 2002. április 7.   | 7,09 millió  |
| 119. | 15. | Vidéki klub nélkül (A Man Without a Country Club)                                   | Kyounghee Lim & Boowhan Lim | Kit Boss                       | 2002. április 14.  | 5,93 millió  |
| 120. | 16. | Sör és gyűlölet (Beer and Loathing)                                                 | Dominic Polcino             | Etan Cohen                     | 2002. április 14.  | 9,65 millió  |
| 121. | 17. | Én és én meg a két Jane (Fun with Jane and Jane)                                    | Adam Kuhlman                | Garland Testa                  | 2002. április 21.  | 7,69 millió  |
| 122. | 18. | Saját rodeóm (My Own Private Rodeo)                                                 | Cyndi Tang-Loveland         | Alex Gregory & Peter Huyck     | 2002. április 28.  | 9,36 millió  |
| 123. | 19. | Nedves éj (Sug Night)                                                               | Adam Kuhlman                | Alex Gregory & Peter Huyck     | 2002. május 5.     | 4,95 millió  |
| 124. | 20. | Jó öreg szerelem (Dang Ol' Love)                                                    | Gary McCarver               | Dean Young                     | 2002. május 5.     | 6,57 millió  |
| 125. | 21. | Vissza Japánba 1. rész (Returning Japanese Part 1)                                  | Allan Jacobsen              | Kit Boss & Etan Cohen          | 2002. május 12.    | 4,91 millió  |
| 126. | 22. | Vissza Japánba 2. rész (Returning Japanese Part 2)                                  | Anthony Lioi                | Alex Gregory & Peter Huyck     | 2002. május 12.    | 4,91 millió  |

## 7. évad (2002-2003)
| Sor. | Év. | Cím                                                                     | Rendező                     | Író                            | Premier                           | Nézettség    |
| ---- | --- | ----------------------------------------------------------------------- | --------------------------- | ------------------------------ | --------------------------------- | ------------ |
| 127. | 1.  | Torzon borz (Get Your Freak Off)                                        | Tricia Garcia               | Garland Testa                  | 2002. november 3. 2013. május 30. | 13,01 millió |
| 128. | 2.  | Dagis iramban (The Fat and the Furious)                                 | Allan Jacobsen              | Alex Gregory & Peter Huyck     | 2002. november 10.                | 10,74 millió |
| 129. | 3.  | Rossz lányok, mit csináltok? (Bad Girls, Bad Girls, Whatcha Gonna Do)   | Kyounghee Lim & Boowhan Lim | Tom Saunders & Kell Cahoon     | 2002. november 17.                | 11,17 millió |
| 130. | 4.  | Ég veled, Normál Farmer (Goodbye Normal Jeans)                          | Kyounghee Lim & Boowhan Lim | Kit Boss                       | 2002. november 24.                | 12,92 millió |
| 131. | 5.  | Kutyákkal táncoló (Dances with Dogs)                                    | Anthony Lioi                | Norm Hiscock                   | 2002. december 1.                 | 11,68 millió |
| 132. | 6.  | Rózsás kisfiú kertemben (The Son Also Roses)                            | Dominic Polcino             | Dan Sterling                   | 2002. december 8.                 | 10,84 millió |
| 133. | 7.  | A texasi körfűrészes mészárlás (The Texas Skillsaw Massacre)            | Shaun Cashman               | Alan R. Cohen & Alan Freedland | 2002. december 15.                | 13,41 millió |
| 134. | 8.  | Acéllövedék porkabát (Full Metal Dust Jacket)                           | Adam Kuhlman                | Dan McGrath                    | 2003. január 5.                   | 11,86 millió |
| 135. | 9.  | Mocsok disznó (Pigmalion)                                               | Dominic Polcino             | Jonathan Collier               | 2003. január 12.                  | 7,02 millió  |
| 136. | 10. | Megalo Dale (Megalo Dale)                                               | Cyndi Tang-Loveland         | J.B. Cook                      | 2003. január 12.                  | 10,84 millió |
| 137. | 11. | Bokszoló Luanne (Boxing Luanne)                                         | Mike DiMartino              | Dean Young                     | 2003. február 2.                  | 9,55 millió  |
| 138. | 12. | Látomásos küldetés (Vision Quest)                                       | Dominic Polcino             | Etan Cohen                     | 2003. február 9.                  | 8,25 millió  |
| 139. | 13. | Szédülős motoros (Queasy Rider)                                         | Wes Archer                  | Kit Boss                       | 2003. február 16.                 | 8,90 millió  |
| 140. | 14. | Tanácsosok harca (Board Games)                                          | Kyounghee Lim & Boowhan Lim | Sivert Glarum & Michael Jamin  | 2003. március 2.                  | 8,84 millió  |
| 141. | 15. | Egy rendőr és egy kedves fiú (An Officer and a Gentle Boy)              | Gary McCarver               | Dan Sterling                   | 2003. március 9.                  | 9,72 millió  |
| 142. | 16. | Bobby Hill félrenevelése (The Miseducation of Bobby Hill)               | Tricia Garcia               | Tim Croston & Chip Hall        | 2003. március 16.                 | 7,72 millió  |
| 143. | 17. | Buck, a jó ember (The Good Buck)                                        | Allan Jacobsen              | Alex Gregory & Peter Huyck     | 2003. március 30.                 | 7,46 millió  |
| 144. | 18. | Sosem ígértem zöldséges kertet (I Never Promised You an Organic Garden) | Adam Kuhlman                | Tony Gama-Lobo & Rebecca May   | 2003. április 13.                 | 6,51 millió  |
| 145. | 19. | Légy hű bolondodhoz (Be True to Your Fool)                              | Anthony Lioi                | Dan McGrath                    | 2003. április 27.                 | 7,39 millió  |
| 146. | 20. | Rasszista kutya (Racist Dawg)                                           | Mike DiMartino              | J.B. Cook                      | 2003. május 4.                    | 7,32 millió  |
| 147. | 21. | Éjt nappallá téve (Night and Deity)                                     | Gary McCarver               | Garland Testa                  | 2003. május 11.                   | 7,68 millió  |
| 148. | 22. | Bejárónő Arlenbe (Maid in Arlen)                                        | Kyounghee Lim & Boohwan Lim | Dan Sterling                   | 2003. május 18.                   | 4,84 millió  |
| 149. | 23. | A kelet-arleni boszorkányok (The Witches of East Arlen)                 | Matt Engstrom               | Sivert Glarum & Michael Jamin  | 2003. május 18.                   | 7,04 millió  |

## 8. évad (2003-2004)
| Sor. | Év. | Cím | Rendező                     | Író                            | Premier                            | Nézettség    |
| ---- | --- | --- | --------------------------- | ------------------------------ | ---------------------------------- | ------------ |
| 150. | 1.  | Patch Boomhauer (Patch Boomhauer)                                                                                 | Anthony Lioi                | J.B. Cook                      | 2003. november 2. 2013. június 22. | 12,28 millió |
| 151. | 2.  | Újjászületett vadnak lenni (Reborn to Be Wild)                                                                    | Dominic Polcino             | Tony Gama-Lobo & Rebecca May   | 2003. november 9.                  | 7,41 millió  |
| 152. | 3.  | Új cowboy a negyedben (New Cowboy on the Block)                                                                   | Cyndi Tang-Loveland         | Dean Young                     | 2003. november 16.                 | 8,92 millió  |
| 153. | 4.  | A hihetetlen Hank (The Incredible Hank)                                                                           | Wes Archer                  | Dan Sterling                   | 2003. november 23.                 | 7,39 millió  |
| 154. | 5.  | Flörtölés a mesterrel (Flirting with the Master)                                                                  | Anthony Lioi                | Norm Hiscock                   | 2003. november 30.                 | 6,97 millió  |
| 155. | 6.  | A penészes roham után (After the Mold Rush)                                                                       | Dominic Polcino             | Kit Boss                       | 2003. december 7.                  | 6,10 millió  |
| 156. | 7.  | Reden, C-vitaminon és propánon élni (Livin' on Reds, Vitamin C and Propane)                                       | John Rice                   | Dan McGrath                    | 2003. december 14.                 | 7,94 millió  |
| 157. | 8.  | Gazdag Hank, Szegény Hank (Rich Hank, Poor Hank)                                                                  | Tricia Garcia               | Etan Cohen                     | 2004. január 4.                    | 7,52 millió  |
| 158. | 9.  | Ez nem a Texas királyai (Ceci N'Est Pas Une King of the Hill)                                                     | Tricia Garcia               | Etan Cohen                     | 2004. január 25.                   | 6,50 millió  |
| 159. | 10. | Ezt mondta (That's What She Said)                                                                                 | Cyndi Tang-Loveland         | Sivert Glarum & Michael Jamin  | 2004. február 8.                   | 5,57 millió  |
| 160. | 11. | Én hajaslédim (My Hair Lady)                                                                                      | Allan Jacobsen              | Wyatt Cenac                    | 2004. február 15.                  | 4,84 millió  |
| 161. | 12. | Hal- és vadvilág (Phish and Wildlife)                                                                             | Matt Engstrom               | Greg Cohen                     | 2004. február 22.                  | 6,43 millió  |
| 162. | 13. | Hurrá faktor (Cheer Factor)                                                                                       | Kyounghee Lim & Boohwan Lim | Christy Stratton               | 2004. március 7.                   | 5,65 millió  |
| 163. | 14. | Dale ne légy büszke (Dale Be Not Proud)                                                                           | Anthony Lioi                | Jonathan Collier               | 2004. március 14.                  | 5,92 millió  |
| 164. | 15. | Apres Hank, Le Deluge (Après Hank, le Deluge)                                                                     | Gary McCarver               | Kit Boss                       | 2004. március 21.                  | 6,95 millió  |
| 165. | 16. | Daletech (Daletech)                                                                                               | Dominic Polcino             | J.B. Cook                      | 2004. március 28.                  | 6,29 millió  |
| 166. | 17. | Hogyan tanultam meg abbahagyni az aggódást és szeretni Alamót (How I Learned to Stop Worrying and Love the Alamo) | Brian Sheesley              | Christy Stratton               | 2004. április 18.                  | 6,36 millió  |
| 167. | 18. | Lányom, hamarosan óriás leszel (Girl, You'll Be a Giant Soon)                                                     | Cyndi Tang-Loveland         | Dan McGrath                    | 2004. április 25.                  | 6,14 millió  |
| 168. | 19. | Stresszben a sikerért (Stressed for Success)                                                                      | Tricia Garcia               | Tony Gama-Lobo & Rebecca May   | 2004. május 2.                     | 6,30 millió  |
| 169. | 20. | Hank visszatért! (Hank's Back)                                                                                    | Robin Brigstocke            | Aron Abrams & Gregory Thompson | 2004. május 9.                     | 4,50 millió  |
| 170. | 21. | A Redneck a Rainey utcában (The Redneck on Rainey Street)                                                         | Gary McCarver               | Jim Dauterive                  | 2004. május 16.                    | 5,13 millió  |
| 171. | 22. | Beszélgető bolt (Talking Shop)                                                                                    | Anthony Lioi                | Garland Testa                  | 2004. május 23.                    | 6,14 millió  |

## 9. évad (2004-2005)
| Sor. | Év. | Cím                                                                                            | Rendező                     | Író                            | Premier            | Nézettség   |
| ---- | --- | ---------------------------------------------------------------------------------------------- | --------------------------- | ------------------------------ | ------------------ | ----------- |
| 172. | 1.  | A Rover átfut rajta (A Rover Runs Through It)                                                  | Tricia Garcia               | Dan Sterling                   | 2004. november 7.  | 6,84 millió |
| 173. | 2.  | Ms. Wakefield (Ms. Wakefield)                                                                  | Allan Jacobsen              | J.B. Cook                      | 2004. december 19. | 4,46 millió |
| 174. | 3.  | A halál megveszi az üdülési jogot (Death Buys a Timeshare)                                     | Kyounghee Lim & Boohwan Lim | Etan Cohen                     | 2005. január 16.   | 4,38 millió |
| 175. | 4.  | Elfújta a kertet (Yard, She Blows!)                                                            | Allan Jacobsen              | Sivert Glarum & Michael Jamin  | 2005. január 23.   | 5,24 millió |
| 176. | 5.  | Dale a főnöknek (Dale to the Chief)                                                            | Anthony Lioi                | Garland Testa                  | 2005. január 30.   | 5,21 millió |
| 177. | 6.  | A Petriot-törvény (The Petriot Act)                                                            | Robin Brigstocke            | Christy Stratton               | 2005. február 13.  | 4,69 millió |
| 178. | 7.  | Enrique-Cilable különbségek (Enrique-cilable Differences)                                      | Dominic Polcino             | Greg Cohen                     | 2005. február 20.  | 6,06 millió |
| 179. | 8.  | Az Omabwah kölcsönösségi formája (Mutual of Omabwah)                                           | Dominic Polcino             | Tony Gama-Lobo & Rebecca May   | 2005. március 6.   | 4,48 millió |
| 180. | 9.  | Gondoskodás – az üzlet gondozása (Care-Takin' Care of Business)                                | Cyndi Tang-Loveland         | Dan McGrath                    | 2005. március 13.  | 5,42 millió |
| 181. | 10. | Arlen város bombázója (Arlen City Bomber)                                                      | Kyounghee Lim               | Jonathan Collier               | 2005. március 27.  | 3,77 millió |
| 182. | 11. | Redcorn a jövőjével játszik (Redcorn Gambles with His Future)                                  | Matt Engstrom               | Etan Cohen                     | 2005. április 10.  | 3,87 millió |
| 183. | 12. | A dohányzás és a bandita (Smoking and the Bandit)                                              | Cyndi Tang-Loveland         | Dan McGrath                    | 2005. április 17.  | 4,21 millió |
| 184. | 13. | Elfújta a szélvihar (Gone with the Windstorm)                                                  | Yvette Kaplan               | Wyatt Cenac                    | 2005. május 1.     | 5,71 millió |
| 185. | 14. | Bobby a pályán (Bobby on Track)                                                                | Tricia Garcia               | Aron Abrams & Gregory Thompson | 2005. május 8.     | 4,85 millió |
| 186. | 15. | Addig nincs vége, amíg a kövér szomszéd nem énekel (It Ain't Over 'til the Fat Neighbor Sings) | Julius Wu                   | Etan Cohen                     | 2005. május 15.    | 4,51 millió |

## 10. évad (2005-2006)
| Sor. | Év. | Cím                                                                           | Rendező                        | Író                            | Premier              | Nézettség   |
| ---- | --- | ----------------------------------------------------------------------------- | ------------------------------ | ------------------------------ | -------------------- | ----------- |
| 187. | 1.  | Hank benne van (Hank's on Board)                                              | Allan Jacobsen                 | Sivert Glarum & Michael Jamin  | 2005. szeptember 18. | 7,15 millió |
| 188. | 2.  | Beszélj hozzám (Bystand Me)                                                   | Dominic Polcino                | Kit Boss                       | 2005. szeptember 25. | 5,65 millió |
| 189. | 3.  | Bill háza (Bill's House)                                                      | Robin Brigstocke               | Tony Gama-Lobo & Rebecca May   | 2005. november 6.    | 7,70 millió |
| 190. | 4.  | Harlottown (Harlottown)                                                       | Tricia Garcia                  | Aron Abrams & Gregory Thompson | 2005. november 20.   | 6,62 millió |
| 191. | 5.  | A művész portréja mint fiatal bohóc (Portrait of the Artist as a Young Clown) | Kyounghee Lim                  | Christy Stratton               | 2005. december 4.    | 6,62 millió |
| 192. | 6.  | Narancs Örülsz, hogy azt mondtam, banán (Orange You Sad I Did Say Banana?)    | Adam Kuhlman                   | Dan Sterling                   | 2005. december 11.   | 7,04 millió |
| 193. | 7.  | Hinned kell (mértékkel) (You Gotta Believe (in Moderation))                   | Yvette Kaplan                  | Kit Boss                       | 2006. január 29.     | 5,06 millió |
| 194. | 8.  | Az üzlet felpörög (Business Is Picking Up)                                    | Matt Engstrom                  | Dan Sterling                   | 2006. március 19.    | 5,77 millió |
| 195. | 9.  | A veszélyes mosás éve (The Year of Washing Dangerously)                       | Cyndi Tang-Loveland & Ken Wong | J.B. Cook                      | 2006. március 26.    | 5,13 millió |
| 196. | 10. | Hank mindent megjavít (Hank Fixes Everything)                                 | Dominic Polcino & Ronald Rubio | Kit Boss                       | 2006. április 2.     | 4,45 millió |
| 197. | 11. | Templomból templomba (Church Hopping)                                         | Robin Brigstocke               | Jim Dauterive                  | 2006. április 9.     | 4,47 millió |
| 198. | 12. | 24 órás propánemberek (24 Hour Propane People)                                | Robin Brigstocke               | Aron Abrams & Gregory Thompson | 2006. április 23.    | 3,66 millió |
| 199. | 13. | A texasi koldus (The Texas Panhandler)                                        | Ronald Rubio & Ken Wong        | Tony Gama-Lobo & Rebecca May   | 2006. április 30.    | 5,70 millió |
| 200. | 14. | Hank zaklatója (Hank's Bully)                                                 | Kyounghee Lim                  | J.B. Cook                      | 2006. május 7.       | 4,99 millió |
| 201. | 15. | Oktató Lucky (Edu-macating Lucky)                                             | Adam Kuhlman                   | Sivert Glarum & Michael Jamin  | 2006. május 14.      | 5,15 millió |

## 11. évad (2007)
| Sor. | Év. | Cím                                                                  | Rendező          | Író                         | Premier           | Nézettség   |
| ---- | --- | -------------------------------------------------------------------- | ---------------- | --------------------------- | ----------------- | ----------- |
| 202. | 1.  | A Peggy Horror képbemutató (The Peggy Horror Picture Show)           | Kyounghee Lim    | Christy Stratton            | 2007. január 28.  | 7,27 millió |
| 203. | 2.  | kÍGYó (SerPUNt)                                                      | Robin Brigstocke | Greg Cohen                  | 2007. február 11. | 6,99 millió |
| 204. | 3.  | Vér és szósz (Blood and Sauce)                                       | Tricia Garcia    | Dan McGrath                 | 2007. február 18. | 7,19 millió |
| 205. | 4.  | Luanne megkapja Lucky-t (Luanne Gets Lucky)                          | Ken Wong         | Jonathan Collier            | 2007. március 25. | 6,08 millió |
| 206. | 5.  | Hanket leporolják (Hank Gets Dusted)                                 | Michael Loya     | Kit Boss                    | 2007. április 1.  | 6,39 millió |
| 207. | 6.  | Glen Peggy Glen Ross (Glen Peggy Glen Ross)                          | Tony Kluck       | Jim Dauterive               | 2007. április 22. | 3,34 millió |
| 208. | 7.  | A Dauterive szenvedélye (Passion of Dauterive)                       | Anthony Chun     | ony Gama-Lobo & Rebecca May | 2007. április 29. | 3,51 millió |
| 209. | 8.  | Nagy lopás Arlenben (Grand Theft Arlen)                              | Ronald Rubio     | Sanjay Shah                 | 2007. április 29. | 4,14 millió |
| 210. | 9.  | Peggy tönkremegy (Peggy's Gone to Pots)                              | Robin Brigstocke | Paul Corrigan & Brad Walsh  | 2007. május 6.    | 4,19 millió |
| 211. | 10. | Hajjal távozik (Hair Today, Gone Tomorrow)                           | Kyounghee Lim    | Christy Stratton            | 2007. május 13.   | 3,68 millió |
| 212. | 11. | Bill, Bulk, és a testépítő haverok (Bill, Bulk and the Body Buddies) | Tricia Garcia    | Blake McCormick             | 2007. május 20.   | 4,05 millió |
| 213. | 12. | Lucky esküvői öltönye (Lucky's Wedding Suit)                         | Julius Wu        | Jim Dauterive               | 2007. május 20.   | 5,22 millió |

## 12. évad (2007-2008)
| Sor. | Év. | Cím                                                                 | Rendező          | Író                          | Premier                                  | Nézettség   |
| ---- | --- | ------------------------------------------------------------------- | ---------------- | ---------------------------- | ---------------------------------------- | ----------- |
| 214. | 1.  | Fölöslegtől bűzlő lakosztály (Suite Smells of Excess)               | Michael Loya     | Dave Schiff                  | 2007. szeptember 23. 2013. augusztus 25. | 7,82 millió |
| 215. | 2.  | Bobby Rae (Bobby Rae)                                               | Ken Wong         | Tim Croston & Chip Hall      | 2007. szeptember 30.                     | 7,27 millió |
| 216. | 3.  | A púderpamacs fiúk (The Powder Puff Boys)                           | Ronald Rubio     | Christy Stratton             | 2007. október 7.                         | 6,22 millió |
| 217. | 4.  | Négy hullám kereszteződése (Four Wave Intersection)                 | Anthony Chun     | Judah Miller & Murray Miller | 2007. október 14.                        | 7,53 millió |
| 218. | 5.  | A halál Cottont választja (Death Picks Cotton)                      | Tony Kluck       | Judah Miller & Murray Miller | 2007. november 11.                       | 7,60 millió |
| 219. | 6.  | Éljenek a hússzeletek (Raise the Steaks)                            | Robin Brigstocke | Paul Corrigan & Brad Walsh   | 2007. november 18.                       | 9,23 millió |
| 220. | 7.  | A felfújható bohóc könnyei (Tears of an Inflatable Clown)           | Tricia Garcia    | Erin Ehrlich                 | 2007. november 25.                       | 3,99 millió |
| 221. | 8.  | A Minh, aki túl sokat tudott (The Minh Who Knew Too Much)           | Kyounghee Lim    | Dan McGrath                  | 2007. december 9.                        | 6,58 millió |
| 222. | 9.  | Az álomszövő (Dream Weaver)                                         | Ken Wong         | Jennifer Barrow              | 2007. december 16.                       | 7,76 millió |
| 223. | 10. | Kutyavilág (Doggone Crazy)                                          | Michael Loya     | Dave Schiff                  | 2008. január 6.                          | 6,94 millió |
| 224. | 11. | Transzfasizmus (Trans-Fascism)                                      | Kyounghee Lim    | Paul Corrigan & Brad Walsh   | 2008. február 10.                        | 6,06 millió |
| 225. | 12. | Cím nélküli Blake McCormick terv (Untitled Blake McCormick Project) | Ken Wong         | Blake McCormick              | 2008. február 17.                        | 6,45 millió |
| 226. | 13. | A véletlen terrorista (The Accidental Terrorist)                    | Robin Brigstocke | Tim Croston & Chip Hall      | 2008. március 2.                         | 7,75 millió |
| 227. | 14. | A hölgy és a városrehabilitáció (Lady and Gentrification)           | Anthony Chun     | Judah Miller & Murray Miller | 2008. március 9.                         | 6,25 millió |
| 228. | 15. | Zárt ajtók mögött (Behind Closed Doors)                             | Tony Kluck       | Christy Stratton             | 2008. március 16.                        | 6,03 millió |
| 229. | 16. | Töltsél egy kis cukrot Kahnra (Pour Some Sugar on Kahn)             | Tricia Garcia    | Sanjay Shah                  | 2008. március 30.                        | 6,07 millió |
| 230. | 17. | Hat szereplő házat keres (Six Characters in Search of a House)      | Ron Rubio        | Erin Ehrlich                 | 2008. április 6.                         | 5,28 millió |
| 231. | 18. | Joseph apjának udvarlása (The Courtship of Joseph's Father)         | Michael Loya     | Tony Gama-Lobo & Rebecca May | 2008. április 13.                        | 6,07 millió |
| 232. | 19. | Furcsaság vonaton (Strangeness on a Train)                          | Kyounghee Lim    | Jim Dauterive                | 2008. április 27.                        | 6,53 millió |
| 233. | 20. | A zsaruk és Robert (Cops and Robert)                                | Ken Wong         | Dave Schiff                  | 2008. május 4.                           | 5,71 millió |
| 234. | 21. | A garázsból jött (It Came from the Garage)                          | Robin Brigstocke | Blake McCormick              | 2008. május 11.                          | 5,04 millió |
| 235. | 22. | Élet: egy lúzer kézikönyve (Life: A Loser's Manual)                 | Anthony Chun     | Dan McGrath                  | 2008. május 18.                          | 5,40 millió |

## 13. évad (2008-2010)
| Sor. | Év. | Cím | Rendező                        | Író                                                              | Premier                                   | Nézettség   |
| ---- | --- | --- | ------------------------------ | ---------------------------------------------------------------- | ----------------------------------------- | ----------- |
| 236. | 1.  | Diabilikus sokk (Dia-BILL-ic Shock) | Ronald Rubio                   | Sanjay Shah                                                      | 2008. szeptember 28. 2013. szeptember 16. | 7,10 millió |
| 237. | 2.  | A falusi lányok lazák (Earthy Girls Are Easy) | Matt Engstrom                  | Paul Corrigan & Brad Walsh                                       | 2008. október 2.                          | 6,59 millió |
| 238. | 3.  | A Kockalábú szörny (Square-Footed Monster) | Kyounghee Lim                  | Jerry Collins                                                    | 2008. október 19.                         | 7,41 millió |
| 239. | 4.  | Elveszve a MySpace-en (Lost in MySpace) | Tony Kluck                     | Judah Miller & Murray Miller                                     | 2008. november 2.                         | 8,50 millió |
| 240. | 5.  | Bobby nem marad el (No Bobby Left Behind) | Tricia Garcia                  | Tim Croston & Chip Hall                                          | 2008. november 9.                         | 6,79 millió |
| 241. | 6.  | Dollárral teli Bill (A Bill Full of Dollars) | Steve Robertson                | Dan McGrath                                                      | 2008. november 16.                        | 7,08 millió |
| 242. | 7.  | Egyenes mint egy nyílvessző (Straight as an Arrow) | Robin Brigstocke               | Tony Gama-Lobo & Rebecca May                                     | 2008. november 30.                        | 6,33 millió |
| 243. | 8.  | Lucky látja, a majom csinálja (Lucky See, Monkey Do) | Kyounghee Lim                  | Paul Corrigan & Brad Walsh                                       | 2009. február 8.                          | 4,75 millió |
| 244. | 9.  | Mi történik a National Propane Gas-nál (What Happens at the National Propane Gas Convention in Memphis Stays at the National Propane Gas Convention in Memphis) | Ronald Rubio                   | Jim Dauterive                                                    | 2009. február 15.                         | 5,41 millió |
| 245. | 10. | A bábok mestere (Master of Puppets) | Tony Kluck                     | Blake McCormick                                                  | 2009. március 1.                          | 5,74 millió |
| 246. | 11. | Bwah az orrom (Bwah My Nose) | Jeff Myers                     | Judah Miller & Murray Miller                                     | 2009. március 8.                          | 4,95 millió |
| 247. | 12. | Nem menő ügyfél (Uncool Customer) | Tricia Garcia                  | Christy Stratton                                                 | 2009. március 15.                         | 5,48 millió |
| 248. | 13. | Nancy Dallasban (Nancy Does Dallas) | Michael Loya                   | Tony Gama-Lobo & Rebecca May                                     | 2009. március 22.                         | 5,51 millió |
| 249. | 14. | Újjászületett július 4-én (Born Again on the Fourth of July) | Ken Wong                       | Erin Ehrlich                                                     | 2009. április 19.                         | 3,39 millió |
| 250. | 15. | Jól szolgál engem, hogy odaadjam Geroge S. Patton tábornoknak a fürdőszoba kulcsát (Serves Me Right for Giving General George S. Patton the Bathroom Key)       | Steve Robertson                | Tim Croston & Chip Hall                                          | 2009. április 26.                         | 2,89 millió |
| 251. | 16. | Rossz hír Bill (Bad News Bill) | Ronald Rubio                   | Dave Schiff                                                      | 2009. május 3.                            | 5,14 millió |
| 252. | 17. | Jászol Einstein kisbabának (Manger Baby Einstein) | Kyounghee Lim                  | Sanjay Shah                                                      | 2009. május 10.                           | 4,17 millió |
| 253. | 18. | Ú-ó Kanada (Uh-oh, Canada) | Tony Kluck                     | Jerry Collins                                                    | 2009. május 17.                           | 5,22 millió |
| 254. | 19. | A fiú nem segíthet rajta (The Boy Can't Help It) | Jeff Myers                     | Dan McGrath                                                      | 2009. szeptember 13.                      | 6,26 millió |
| 255. | 20. | A nászutasok (The Honeymooners) | Tricia Garcia                  | Paul Corrigan & Brad Walsh                                       | 2010. május 3.                            | n.a         |
| 256. | 21. | Bill összeáll Moss-szal (Bill Gathers Moss) | Michael Loya                   | Aron Abrams & Gregory Thompson                                   | 2010. május 4.                            | n.a         |
| 257. | 22. | Amikor Joseph megismeri Lorit, és a gondnok szertárában smacizik vele (When Joseph Met Lori, and Made Out with Her in the Janitor's Closet)                     | Ken Wong                       | Sanjay Shah                                                      | 2010. május 5.                            | n.a         |
| 258. | 23. | Csak még egy mániás Kahn-nap (Jack Perkins & Steve Robertson)                                                                                                   | Jack Perkins & Steve Robertson | Jennifer Barrow                                                  | 2010. május 6.                            | n.a         |
| 259. | 24. | A bélszínhez szeretettel (To Sirloin with Love) | Kyounghee Lim                  | Jim Dauterive & Tony Gama-Lobo & Rebecca May és Christy Stratton | 2009. szeptember 13.                      | 6,04 millió |

## 14. évad (2025)
| Sor. | Év. | Cím                         | Rendező                  | Író                                              | Premier            |
| ---- | --- | --------------------------- | ------------------------ | ------------------------------------------------ | ------------------ |
| 260. | 1.  | Return of the King          | Kelly Turnbull           | Mike Judge, Greg Daniels és Saladin K. Patterson | 2025. augusztus 4. |
| 261. | 2.  | The Beer Story              | Mollie Helms             | Norm Hiscock                                     | 2025. augusztus 4. |
| 262. | 3.  | Bobby Gets Grilled          | Allan Jacobsen           | Anthony Del Broccolo és Norm Hiscock             | 2025. augusztus 4. |
| 263. | 4.  | Chore Money, Chore Problems | Kyounghee Lim            | Sam Fishell                                      | 2025. augusztus 4. |
| 264. | 5.  | New Ref in Town             | Michael Baylis           | Anthony Del Broccolo                             | 2025. augusztus 4. |
| 265. | 6.  | Peggy's Fadeout             | Kelly Turnbull           | Jeremy Hsu                                       | 2025. augusztus 4. |
| 266. | 7.  | Any Given Hill-Day          | Mollie Helms és Annie Li | Erica Rosbe                                      | 2025. augusztus 4. |
| 267. | 8.  | Kahn-scious Uncoupling      | Kyounghee Lim            | Jeremy Hsu                                       | 2025. augusztus 4. |
| 268. | 9.  | No Hank Left Behind         | Samantha Arnett          | Stephanie M. Johnson                             | 2025. augusztus 4. |
| 269. | 10. | A Sounder Investment        | Michael Baylis           | Marcelina Chavira                                | 2025. augusztus 4. |